# Christof Innerhofer
Pour les articles homonymes, voir Innerhofer.
Christof Innerhofer, né le 17 décembre 1984 à Brunico (Haut-Adige, Italie), est un skieur alpin italien dont la carrière sportive démarre en 1999. Polyvalent avec une préférence pour les disciplines de vitesse, il fait ses débuts en coupe du monde lors de la saison 2007 et remporte sa première épreuve en décembre 2008. Il compte à ce jour six victoires et quinze podiums dans trois disciplines différentes : la descente, le super G et le super combiné entre les saisons 2009 et 2013. Concernant les grands événements, il a participé aux Jeux olympiques 2010 à Vancouver avec pour meilleur résultat une sixième place en super G ainsi qu'aux Jeux olympiques 2014 à Sotchi, obtenant deux médailles, l'argent en descente et le bronze en super-combiné et compte trois médailles aux championnats du monde. Lors des Mondiaux 2011, il est le skieur le plus médaillé avec une médaille de chaque couleur : l'or en super G, l'argent en super combiné et le bronze en descente.

## Biographie
Christof Innerhofer participe à sa première course FIS le 29 novembre 1999, à St. Vigio en slalom (avec une 52e place). Ce n'est que fin 2003 qu'il prend part à une course de Coupe d'Europe (une des antichambres de la coupe du monde) avec une descente à Ponte di Legno (51e), lors de cette saison 2004 il poursuit son apprentissage en coupe d'Europe tout comme en 2005 où en mars de cette année il prend la septième place en super G et la douzième en descente des championnats d'Italie. La saison 2006, il intègre dans plusieurs courses de la Coupe d'Europe et commence à obtenir des performances intéressantes dont des victoires en slalom, géant, descente et super G. Aux championnats d'Italie, il remporte une médaille de bronze en super G à Santa Caterina di Valfurva derrière Peter Fill et Walter Girardi ainsi qu'une cinquième place en descente.
Ces performances lui ouvrent les portes de laCcoupe du monde lors de la saison 2007 avec une participation au slalom de Levi le 26 novembre 2006 où il abandonne en première manche. Il rentre pour la première fois dans les points deux semaines plus tard lors du combiné de Reiteralm avec une 24e place et intègre définitivement l'équipe italienne en Coupe du monde. Il poursuit cette série par des performances dans les 30 premiers en super G et en descente et participe à ses premiers championnats du monde à Åre dans les épreuves de descente et combiné. Il est disqualifié en combiné et dans l'épreuve de la descente puis termine 38e de la descente où ses compatriotes terminent 11e (Fill), 14e (Kurt Sulzenbacher) et 32e (Patrick Staudacher) Il boucle son année à la 97e place du classement général de la Coupe du monde.
Lors de la saison 2008, il n'est pas loin d'intégrer le top 10 lors du super G de Lake Louise avec une 11e place en descente, chose qui est faite à Bormio en descente le 29 décembre 2007 avec une 9e place suivie d'une 8e place au super G de Kitzbühel en janvier 2008 et d'une 7e place au super combiné de Chamonix, ce qui démontre sa polyvalence. Il termine l'année avec une autre 7e place à la descente de Kvitfjell et une 15e place au super G de Bormio et termine l'année à la 33e place du classement général.

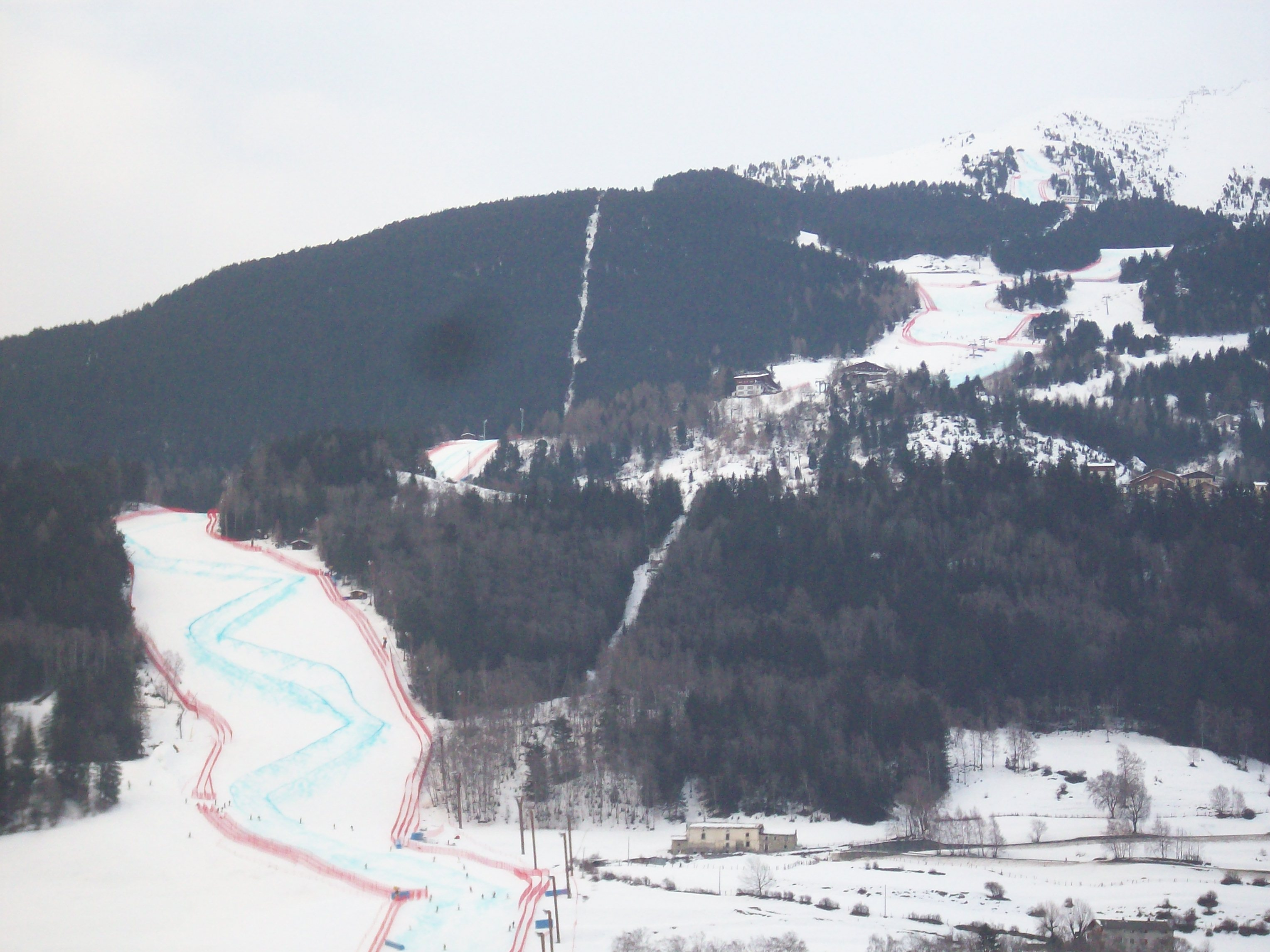
la « Pista Stelvio » sur laquelle Innerhofer remporte son premier succès en Coupe du monde.

Lors de la saison 2009, il s'aligne dans toutes les disciplines avant de se reconcentrer sur les disciplines de vitesse. Il prend la sixième place de la descente de Lake Louise puis est tout proche de son premier podium avec une quatrième place au super G de Beaver Creek à 11/100 de seconde de la troisième place détenue par Michael Walchhofer. Il parvient à monter sur un podium en même temps que son premier succès en coupe du monde lors de la descente de Bormio la « Pista Stelvio » le 28 décembre 2008 devant les Autrichiens Klaus Kröll et Walchhofer. bénéficiant du dossard 1, Innerhofer a su profiter de la visibilité correcte et s'éviter les pièges du verglas sur la piste pour devenir le premier Italien de l'histoire à remporter l'une des descentes les plus périlleuses de ski alpin. Au mois de janvier 2009, il réalise trois bonnes performances, tout d'abord avec la descente la « Lauberhorn » de Wengen (7e) puis le super de G (7e) et la descente la « Streif » (6e) de Kitzbühel. Il se présente ainsi comme l'un des favoris de la descente fort de son cinquième rang au classement de la discipline en coupe du monde des championnats du monde qui se déroulent à Val d'Isère en février 2009.
Sa saison 2010 est relativement ratée, avec seulement deux classements dans le top dix en coupe du monde. Ses Jeux olympiques à Vancouver sont un peu meilleurs puisqu'il rentre aussi 2 fois dans les 10, sur ce seul évènement. Il revient en bien meilleure forme pour l'hiver 2011, avec 9 classements dans les 10 premiers, dont un podium en descente sur sa piste fétiche de Bormio, et un meilleur temps sur la descente du super-combiné de Wengen. Il confirme cette forme en remportant le Super-G en ouverture des championnats du monde de ski alpin 2011 à Garmisch-Partenkirchen. Il enchaîne avec la médaille de bronze en descente puis l'argent en combiné, sur une piste qu'il semble affectionner particulièrement.

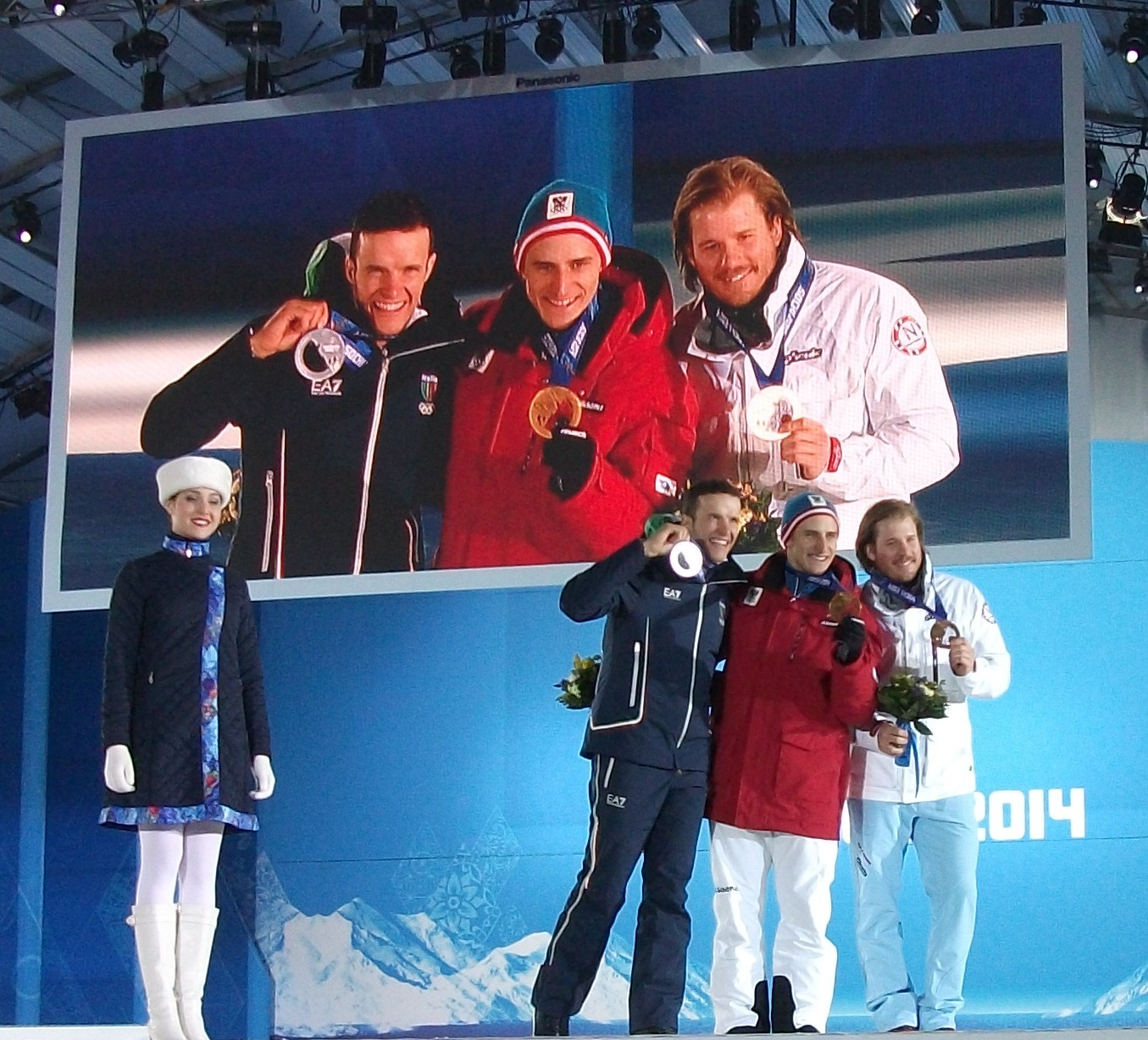
Christof Innerhofer sur le podium des Jeux olympiques de Sotchi en 2014

Lors de la saison 2013, après une étape décevante à Lake Louise, il remporte sa quatrième victoire en coupe du monde en s'imposant lors de la descente de Beaver Creek le 30 novembre 2012 devant les Norvégiens Aksel Lund Svindal et Kjetil Jansrud. Le 19 janvier 2013, il remporte sa cinquième victoire en coupe du monde lors de la descente de Wengen devant les Autrichiens Klaus Kröll et Hannes Reichelt. Innerhofer signe un nouveau podium le week-end suivant en terminant 3e du super G de Kitzbühel au terme duquel l'Italien se permet un geste provocateur en direction des dirigeants de la Fédération internationale en réaction à une sanction survenue pour avoir enfreint le règlement durant l'entrainement de la descente et qui le pénalisera du dossard 46 pour la grande descente. Sanction qu'il considère injuste.
Handicapé par ce dossard élevé, Innerhofer ne signe que le 20e chrono de la descente.
Malgré cet épisode, l'Italien aborde la semaine suivante les mondiaux de Schladming en position de favori dans les disciplines de vitesse et d'outsider sérieux pour le super-combiné sur une piste de la Planaï qu'il affectionne. Cependant les résultats se révèlent en deçà des attentes. Innerhofer ne parvenant pas à s'adapter aux conditions de jour blanc termine 7e du super G, 14e de la descente et sort lors de la manche de slalom du combiné alors qu'il était en bonne position pour accrocher le podium.
Innerhofer parvient à se ressaisir rapidement en remportant le week-end suivant la descente de Garmisch-Partenkirchen devant Georg Streitberger et Klaus Kröll. Ce succès est son 6e en carrière. Son 4e en descente.
En 2014, il aborde les Jeux olympiques de Sotchi sans être monté sur un podium de Coupe du monde. Lors de la descente, il devient vice-champion olympique en terminant à six centièmes de Matthias Mayer. L'Italien est également engagé en super combiné, durant lequel il décroche une deuxième médaille, cette fois en bronze. Pour finir l'hiver 2013-2014, il monte sur le podium de la descente des Finales de Lenzerheide, terminant deuxième à onze centièmes du champion olympique de la discipline Matthias Mayer.
L'Italien doit attendre 2016 pour retrouver le podium, en super G avec une deuxième place à Jeongseon, site des prochains Jeux olympiques. Il encore deuxième en super G une fois en 2017 à Kitzbühel et une fois en 2018 à Åre.
Aux Jeux olympiques d'hiver de 2018, à Pyeongchang, il ne finit à aucune reprise dans le top dix, étant au mieux 14e sur le combiné alpin. En fin d'année 2018, Innerhofer est abonné à la deuxième place, qu'il occupe à la descente de Lake Louise et de Bormio et le super G de Val Gardena. Quelques semaines plus tard, il est proche de monter sur un nouveau podium en mondial, se classant quatrième du super G des Championnats du monde à Åre, remporté par son compatriote Dominik Paris.
En 2021, il dispute les Championnats du monde à Cortina d'Ampezzo et accroche un autre top dix, arrivant sixième de la descente.
Aux Jeux olympiques de Pékin, en 2022, il ne parvient ni à terminer le descente, ni le super G, avant de prendre la dixième place au combiné alpin.

## Palmarès

### Jeux olympiques d'hiver
Christof Innerhofer compte trois participations aux Jeux olympiques d'hiver. Il dispute trois épreuves lors de l'édition 2010 à Vancouver, où son meilleur résultat est une 6e place en super G à huit centièmes de seconde seulement du podium et de la troisième place d'Andrew Weibrecht. Il gagne deux médailles en 2014.
| Épreuve / Édition   | Descente | Super G | Slalom géant | Slalom | Combiné |
| JO 2010 Vancouver   | 19e      | 6e      | —            | —      | 8e      |
| JO 2014 Sotchi      | Argent   | DNF     | —            | —      | Bronze  |
| JO 2018 Pyeongchang | 17e      | 16e     | —            | —      | 14e     |
| JO 2022 Pékin       | Abandon  | Abandon | —            | —      | 10e     |

Légende :
- — : Christof Innerhofer n'a pas participé à cette épreuve.

### Championnats du monde
Christof Innerhofer a remporté trois médailles lors des championnats du monde dont un titre. Lors de ses deux premières participations en 2007 et 2009, il ne remporte aucune médaille, même s'il en est tout proche lors du super G en 2009 avec une quatrième place à cinq centièmes de seconde du troisième Aksel Lund Svindal. Lors des Mondiaux de 2011 à Garmisch-Partenkirchen, il est le skieur le plus médaillé avec trois médailles de chaque couleur. Il remporte l'or en étant champion du monde de super G devant Hannes Reichelt et Ivica Kostelić, l'argent dans le super combiné derrière Svindal et le bronze en descente derrière Erik Guay et Didier Cuche. Les autres Italiens à avoir remporté trois médailles au cours des mêmes mondiaux sont Zeno Colò en 1950 et Gustavo Thöni en 1972.
| Épreuve / Édition               | Descente    | Super G | Slalom géant | Slalom | Combiné |
| Mondiaux 2007 Åre               | Disqualifié | —       | —            | —      | 38e     |
| Mondiaux 2009 Val d'Isère       | 10e         | 4e      | —            | —      | 15e     |
| Mondiaux 2011 Garmisch          | Bronze      | Or      | —            | —      | Argent  |
| Mondiaux 2013 Schladming        | 14e         | 7e      | _            | -      | Abandon |
| Mondiaux 2015 Beaver Creek      | 24e         | 18e     | —            | —      | 18e     |
| Mondiaux 2019 Åre               | 11e         | 4e      | —            | —      | Abandon |
| Mondiaux 2021 Cortina d'Ampezzo | 6e          | 23e     | -            | -      | 14e     |

Légende :
- : première place, médaille d'or
- : deuxième place, médaille d'argent
- : troisième place, médaille de bronze
- — : Christof Innerhofer n'a pas participé à cette épreuve

### Coupe du monde
- Meilleur classement général : 8e en 2011.
- 18 podiums (9 en descente, 7 en super G et 2 en combiné), dont 6 victoires.

#### Détail des victoires
Christof Innerhofer remporte sa première victoire le 28 décembre 2008 à Bormio lors d'une descente. Ensuite, il remporte trois autres victoires en Coupe du monde sous différentes épreuves, le super-combiné le 26 février 2011 à Bansko, le super G le 15 mars 2012 à Schladming et une nouvelle descente le 30 novembre 2012 à Beaver Creek.
| Édition / Épreuve | Descente                     | Super G    | Super combiné |
| 2009              | Bormio                       |            |               |
| 2011              |                              |            | Bansko        |
| 2012              |                              | Schladming |               |
| 2013              | Beaver Creek Wengen Garmisch |            |               |

#### Classements en Coupe du monde
Innerhofer compte plus de 280 départs en Coupe du monde depuis la saison 2007. Il marque ses premiers points lors de la même saison lors d'un super combiné à Reiteralm. Polyvalent, Innerhofer a pu terminer à quelques reprises dans le top 10 d'une discipline pour la course au globe - 2e en combiné en 2011, 8e en 2011 et 11e en 2009 de la descente, ou 5e en 2009 et 9e en 2011 en super G - toutefois il n'a jamais soulevé une globe de cristal. En 2011, il échoue à la seconde place du classement du combiné derrière Ivica Kostelić. Ses bonnes performances lui ont permis aussi de se trouver dans le top dix mondial au classement général à une reprise en 2011 avec le 8e rang mondial.
| Saison / Classement | Saison / Classement | Général | Général | Descente | Descente | Slalom | Slalom | Slalom géant | Slalom géant | Super G | Super G | Combiné | Combiné |
| ------------------- | ------------------- | ------- | ------- | -------- | -------- | ------ | ------ | ------------ | ------------ | ------- | ------- | ------- | ------- |
| Saison / Classement | Saison / Classement | Class.  | Points  | Class.   | Points   | Class. | Points | Class.       | Points       | Class.  | Points  | Class.  | Points  |
| 2007                | 2007                | 97e     | 141     | 51e      | 11       | -      | -      | -            | -            | 38e     | 13      | 31e     | 17      |
| 2008                | 2008                | 33e     | 289     | 23e      | 100      | -      | -      | -            | -            | 20e     | 107     | 14e     | 82      |
| 2009                | 2009                | 11e     | 577     | 10e      | 249      | 52e    | 14     | 33e          | 46           | 5e      | 168     | 12e     | 100     |
| 2010                | 2010                | 38e     | 199     | 28e      | 59       | 59e    | 4      | -            | -            | 21e     | 72      | 17e     | 64      |
| 2011                | 2011                | 8e      | 644     | 8e       | 242      | -      | -      | -            | -            | 9e      | 183     | 2e      | 219     |
| 2012                | 2012                | 17e     | 540     | 16e      | 203      | -      | -      | 49e          | 3            | 10e     | 211     | 9e      | 108     |
| 2013                | 2013                | 10e     | 522     | 4e       | 370      | -      | -      | -            | -            | 13e     | 107     | 10e     | 45      |
| 2014                | 2014                | 14e     | 438     | 11e      | 245      | -      | -      | -            | -            | 12e     | 135     | 9e      | 58      |
| 2015                | 2015                | 46e     | 167     | 29e      | 70       | -      | -      | -            | -            | 21e     | 85      | 27e     | 12      |
| 2016                | 2016                | 19e     | 449     | 14e      | 247      | -      | -      | -            | -            | 11e     | 184     | 26e     | 18      |
| 2017                | 2017                | 48e     | 168     | 30e      | 49       | -      | -      | -            | -            | 12e     | 119     | -       | -       |
| 2018                | 2018                | 20e     | 389     | 13e      | 176      | -      | -      | -            | -            | 7e      | 189     | 21e     | 24      |
| 2019                | 2019                | 16e     | 501     | 6e       | 276      | -      | -      | -            | -            | 10e     | 191     | 16e     | 34      |
| 2020                | 2020                | 112e    | 389     | 46e      | 176      | -      | -      | -            | -            | 39e     | 189     | -       | -       |
| 2021                | 2021                | 27e     | 501     | 12e      | 276      | -      | -      | -            | -            | 11e     | 191     | -       | -       |

### Coupe d'Europe
- 8e du classement général en 2006.
- 6 podiums, dont 3 victoires.

### Championnats d'Italie
- Champion de descente en 2016 et 2018.
- Champion de combiné en 2018 et 2019.